# セロム・アニメーション
セロム・アニメーション（朝鮮語: 새롬 애니메이션、英語: Saerom Animation,
Inc）金吉煥（キム・ギルファン、김길환、Kim Kil
Whan）によって設立された大韓民国に位置するアニメーションスタジオである。アメリカ合衆国のアニメーションスタジオからアニメーションが放映される間、2003年からカートゥーン製作を始めた。

## アメリカのアニメ
- アドベンチャー・タイム
- アドベンチャーズ・オブ・ソニック・ザ・ヘッジホッグ (Sae Rom Production Co. Ltd としてのクレジット)
- The Antenna Adventures
- アベンジャーズ
- アラジンの大冒険
- アメリカ物語
- バトルトード
- ビートルジュース
- キャプテン・プラネット
- キャットドッグ
- ぼくはクラレンス!
- Clerks: The Animated Series（AKOMと共同制作）
- Cal and Rat (Sae Rom Production Co. Ltd としてのクレジット)
- クロカドゥー!
- ダックにおまかせ ダークウィング・ダック (クレジットなし)
- ドーラといっしょに大冒険
- 不思議の森の妖精たち (Sae Rom Production Co. Ltdとしてのクレジット)[1]
- Gadget Boy
- ガーゴイルズ
- Go, Diego, Go!
- ヘイ・アーノルド! (シーズン 2+)
- 超人ハルク (アニメ)
- ジョニー・ブラボー　(シーズン 5)
- マドレーヌ (アニメ)
- Marsupilami
- The Marvelous Misadventures of Flapjack
- Monster Farm
- Mouse and the Monster
- クラスメイトはモンキー
- NASCAR Racers|NASCAR Superchargers
- Ni Hao, Kai-Lan
- Hello!オズワルド (Sae Rom Animation Co. Ltd　としてのクレジット)
- The Pink Panther (1993)
- レインボーシックス
- レギュラーSHOW〜コリない2人〜
- The Adventures of Sam & Max: Freelance Police|Sam & Max: Freelance Police!!!
- Sandokan
- Sanjay and Craig
- Scooby-Doo! Mystery Incorporated (first season, along with Lotto and DongWoo)
- List of Adventures of Sonic the Hedgehog episodes|Sonic Christmas Blast (Sae Rom Production Co. Ltd　としてのクレジット)
- Stunt Dawgs
- フィリックス
- Walter Melon
- What-a-Mess

## 国内向けアニメーション
- Super Zuri: The Galactic Quest (aka Baby Zuri)
- Dreamy Pensee

## 参考
1. ↑  http://www.imdb.com/title/tt0104254/companycredits